# Karaops julianneae
Karaops julianneae là một loài nhện trong họ Selenopidae. Loài này phân bố ở Úc.
Loài này thuộc chi Karaops. Karaops julianneae được Sarah C. Crews & Harvey miêu tả năm 2011.